# Mario Bertini
Mario Bertini (ur. 7 stycznia 1944 w Prato) – włoski piłkarz grający na pozycji pomocnika lub obrońcy. Srebrny medalista MŚ 1970. Długoletni zawodnik mediolańskiego Interu.
W niższych ligach występował w Empoli FC. W Serie A debiutował w sezonie 1965/1966 w barwach Fiorentiny. Graczem popularnej Violi był przez 3 sezony, w 1966 triumfował w Pucharze Włoch. W 1968 odszedł do Interu. Piłkarzem Nerazzurrich był do 1977 (scudetto w 1971). W Serie A strzelił 41 goli w 288 meczach.
W reprezentacji Włoch zagrał 25 razy i strzelił 2 bramki. Debiutował 29 czerwca 1966 w meczu z Meksykiem, ostatni raz zagrał w 1972. Podczas MŚ 70 zagrał we wszystkich sześciu meczach Italii.